# Абакост

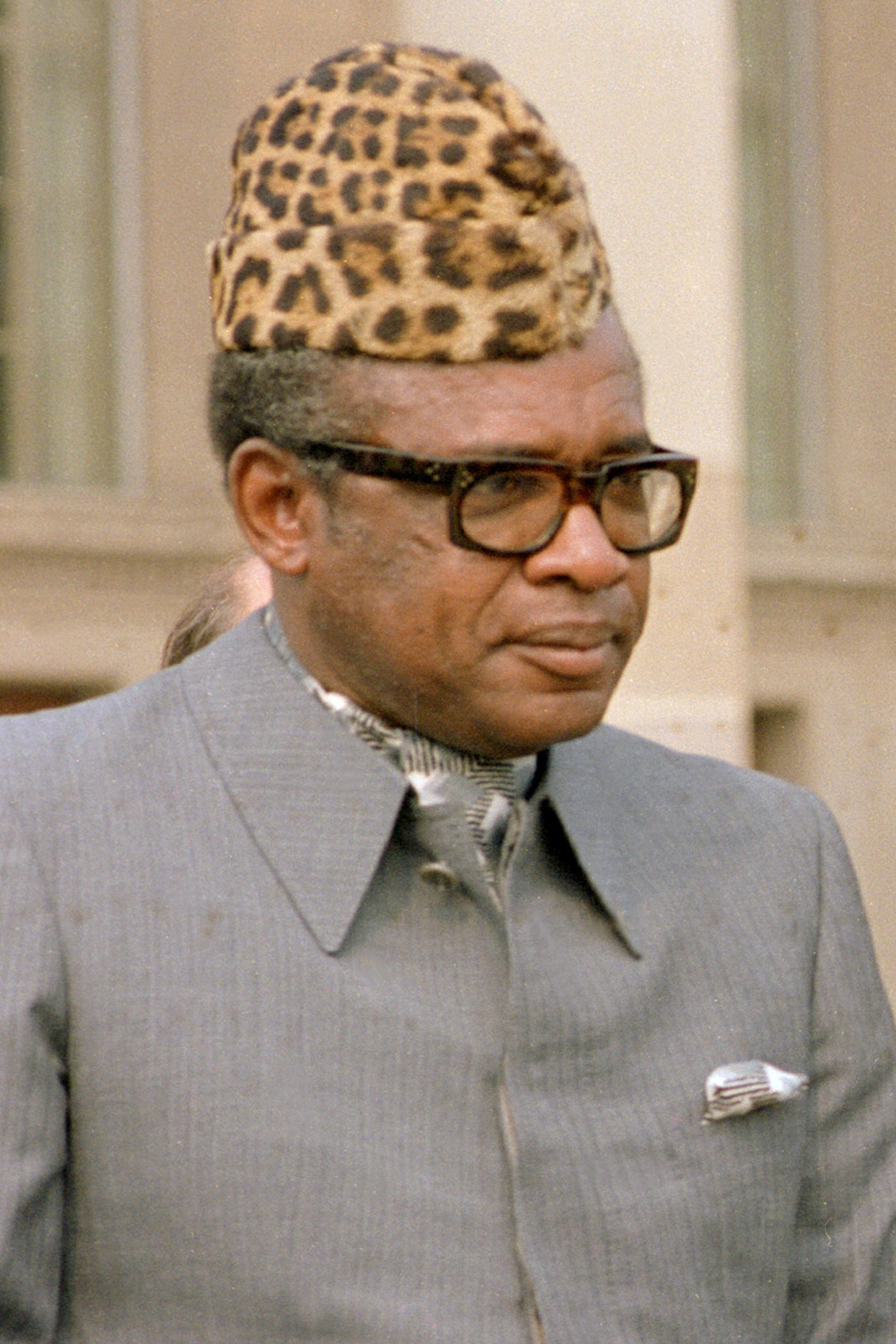
Мобуту Сесе Секо в абакосте

Абакост (от фр. à bas le costume — «долой костюм») — одежда, которую рекомендовано было носить (вместо попавшего под запрет европейского костюма) коренным жителям Заира мужского пола в период проводимой президентом Мобуту Сесе Секо кампании «заиризации» в 1972—1990 годах. Абакост, с точки зрения Мобуту и его сторонников, рассматривался как символ преодоления колониального прошлого (как и такие мероприятия, как снос памятников эпохи колониализма, смена «колониальных», то есть христианских, имён на традиционные африканские, внедрение традиционных обычаев и кухни). Считается, что дизайн абакоста разработал сам Мобуту.
«Классический» абакост представляет собой облегающий двухцветный пиджак наподобие френча, пошитый из тёмных материалов, носить который было положено с шейным платком вместо галстука. Ряд исследователей усматривает сходство абакоста с френчем Мао.
Ношение абакоста, по крайней мере для государственных служащих, было номинально обязательным.
С конца 1980-х годов европейский костюм начинает возвращаться в обиход аполитичной части заирского общества; молодёжь предпочитает в этот же период одеваться во французском или итальянском стиле. В апреле 1990 года Мобуту провозглашает либерализацию общественной жизни, в связи с чем обязательное ношение абакостов отменяется, однако сторонники Мобуто и его курса продолжают носить абакосты и после этого времени.
Своеобразная попытка «воскресить» абакост была предпринята уже в 2000-х гг. в Кении, где был разработан вариант национального костюма для «борьбы с костюмом западного образца».